# اچ‌ام‌سی‌اس رینبو (۱۸۹۱)
اچ‌ام‌سی‌اس رینبو (۱۸۹۱) (به انگلیسی: HMCS Rainbow (1891)) یک کشتی بود که طول آن ۳۱۴ فوت (۹۵٫۷ متر) بود. این کشتی در سال ۱۸۹۱ ساخته شد.